# Bronsbeeldgieterij Binder B.V.
Bronsbeeldgieterij Binder B.V. in Haarlem is een Nederlandse onderneming, gespecialiseerd in bronsgieten.
De in Duitsland geboren Albert N. Binder (1890-1955) richtte in 1923 gieterij De Plastiek op, later bekend als Bronsgieterij A. Binder of Binder & Schmidt. Binder gebruikt voor het bronsgieten de zeldzame methode van zandgieten met Brusselse aarde. Het was voor de Tweede Wereldoorlog het enige bedrijf in Nederland dat de beelden in elkaar laste, in plaats van de delen aan elkaar te schroeven waarbij naden overbleven.

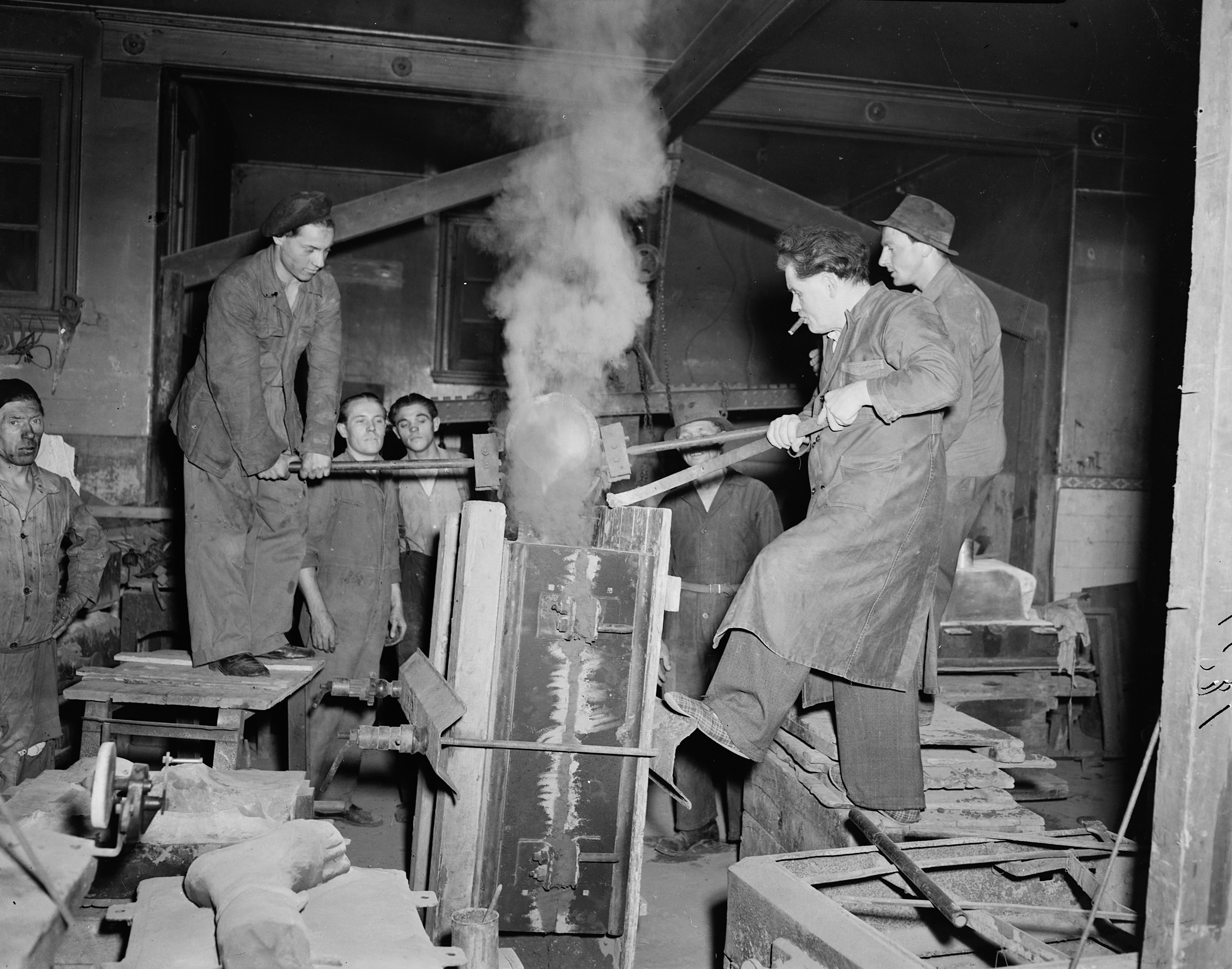
Gieten van een beeld (1948)

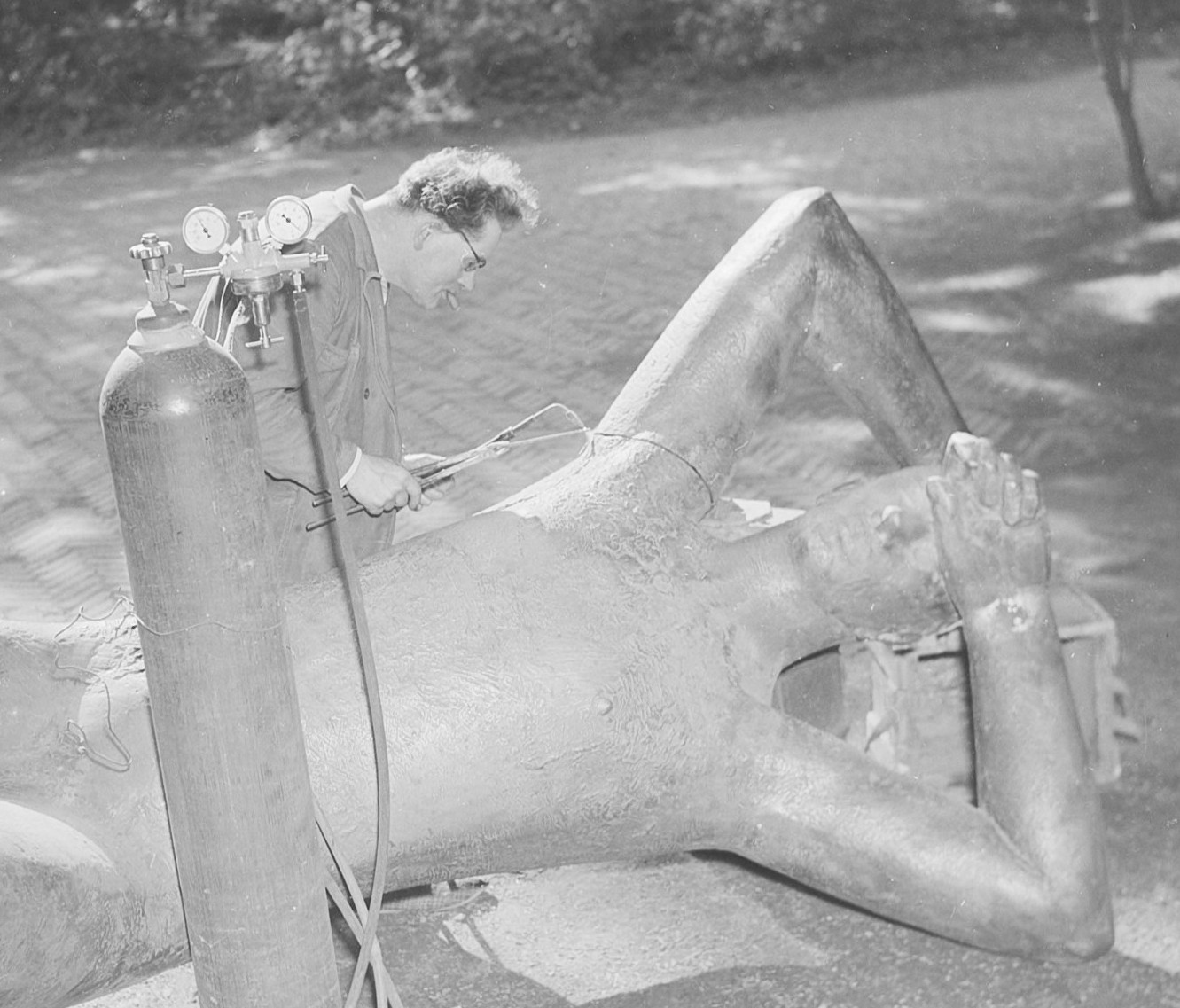
Albert Binder aan het lassen (1949)

De bronsgieterij heeft in de loop der jaren werk gegoten voor onder anderen Mari Andriessen, Charles Eyck, Auke Hettema, Nic Jonk, Hildo Krop, Truus Menger-Oversteegen, Charlotte van Pallandt, Eja Siepman van den Berg, Joost van den Toorn, Kees Verkade en Wladimir de Vries. Dat kan gaan om klein werk als penningen of groter werk als standbeelden. Voor de wereldtentoonstelling van 1958 in Brussel goot het bedrijf het beeld Ros Beiaard en de Vier Heemskinderen van Olivier Strebelle, dat twaalfenhalve meter lang en vijf meter hoog is en waarin zevenenhalve ton brons is verwerkt. Het kreeg na de tentoonstelling een plek langs de Maas in Namen.
Directeur van 1985 - 2023 was Bert Binder, kleinzoon van de oprichter. In 1997 werd een dochteronderneming opgericht die zich bezig houdt met instandhouding en beheer van kunstwerken in de openbare ruimte.

## Werken (selectie)
- 1929 Heilig Hartbeeld voor de Antonius Abtkerk (Den Haag) van Willem van der Winkel
- 1937 Heilig Hartbeeld (Stratum) van Albert Termote
- 1938 Standbeeld Ulrik Huber van Frits van Hall
- 1940 Reliëf voor het Vlietermonument van Hildo Krop
- 1952 Limburgs bevrijdingsmonument van Charles Eyck
- 1952 De Dokwerker van Mari Andriessen
- 1954 Us Mem van Gerhardus Jan Adema
- 1961 Ruiterstandbeeld Karel de Grote van Albert Termote
- 1967 Jonas en de Walvis van Nic Jonk
- 1976 Arp Schnitgermonument van Wladimir de Vries
- 1981 Standbeeld Anne Vondeling van Jentsje Popma
- 1982 Vrouw in het verzet van Truus Menger-Oversteegen
- 1992 Standbeeld Jan van Hooff van Auke Hettema
- 2007 Standbeeld Hub en Rie van Doorne van Martien Hendriks
- 2008 Monsieur Hulot van Joost van den Toorn

### Galerij

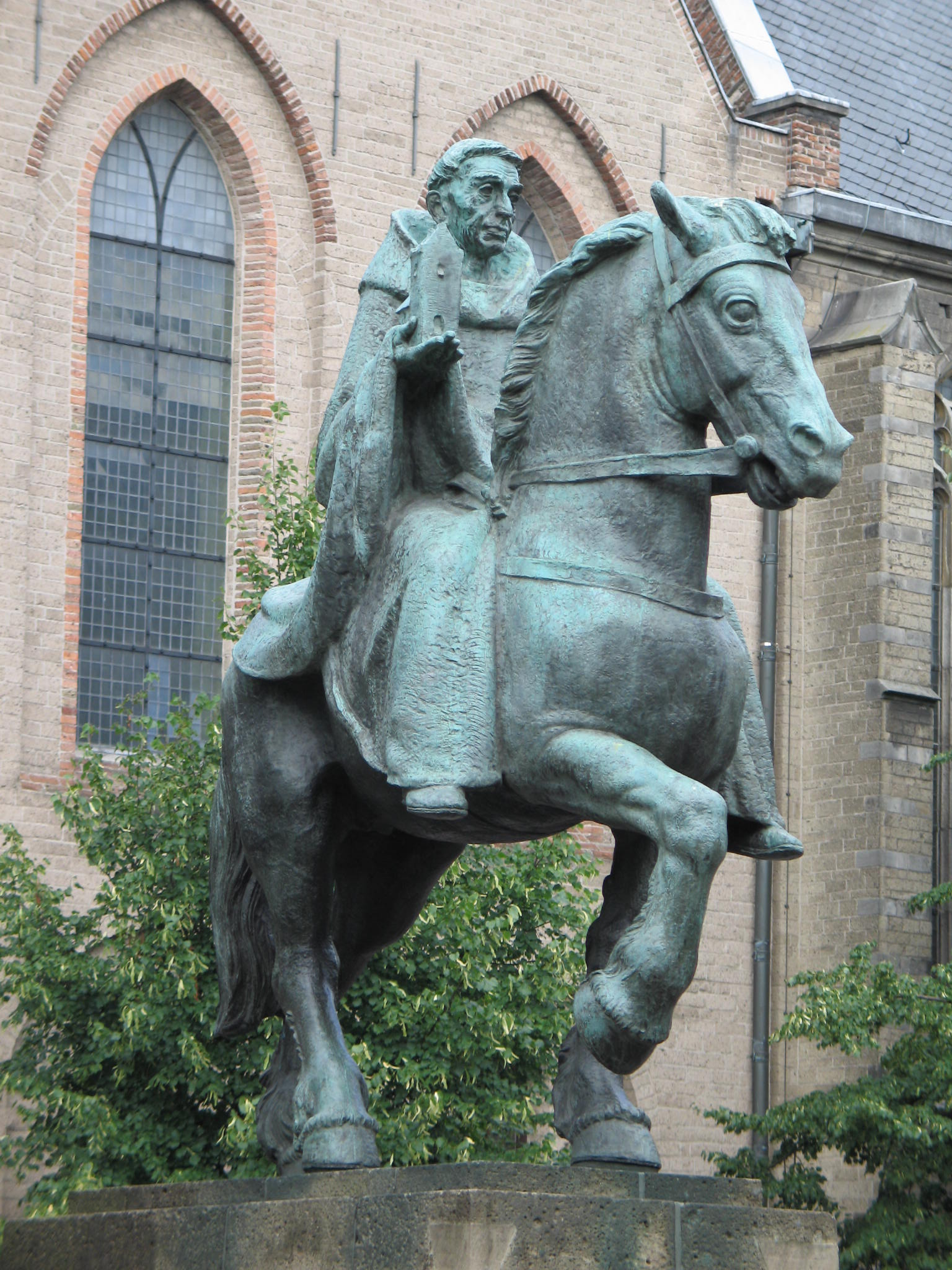
Ruiterstandbeeld Sint Willibrordus
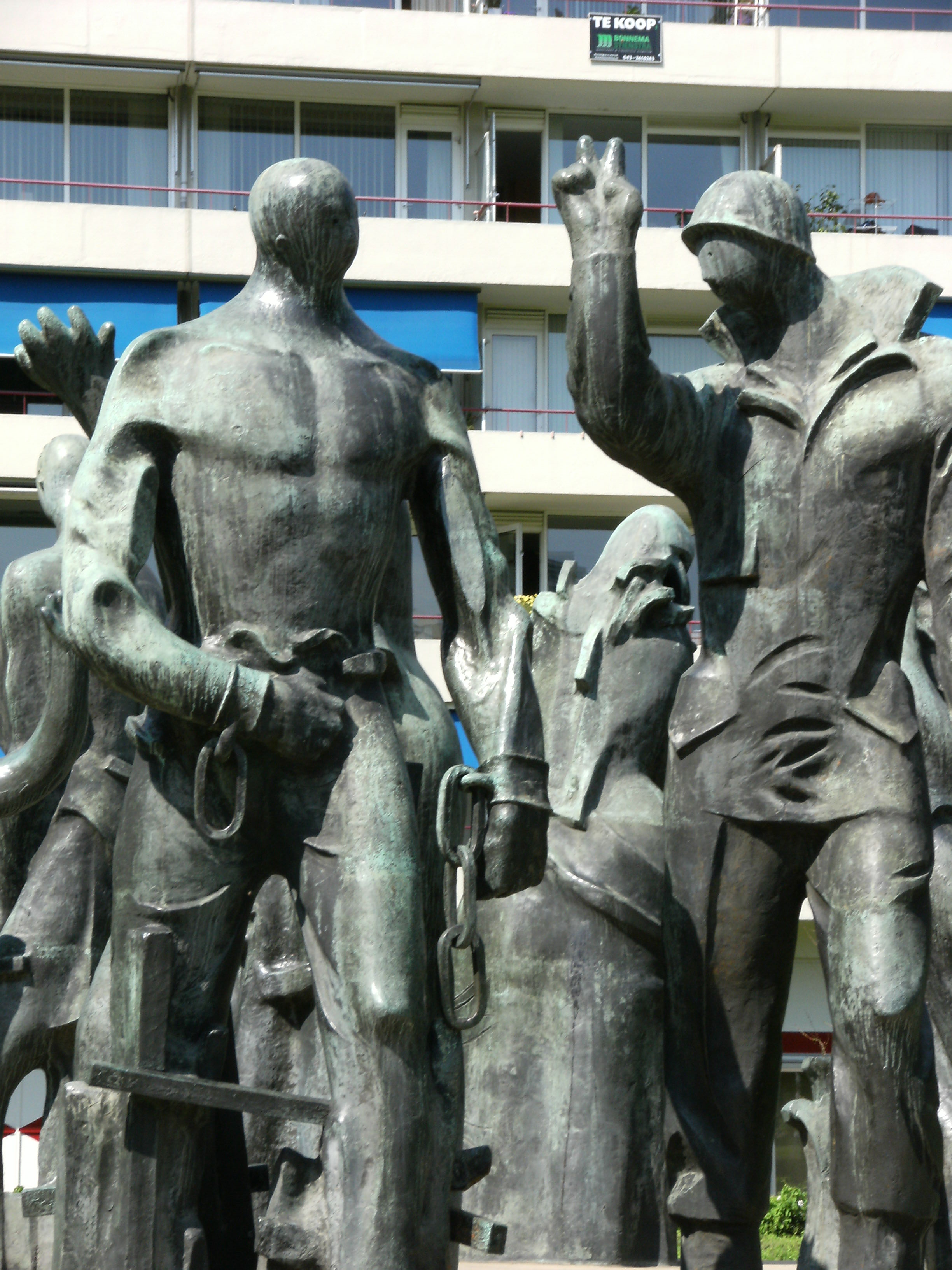
Limburgs bevrijdingsmonument
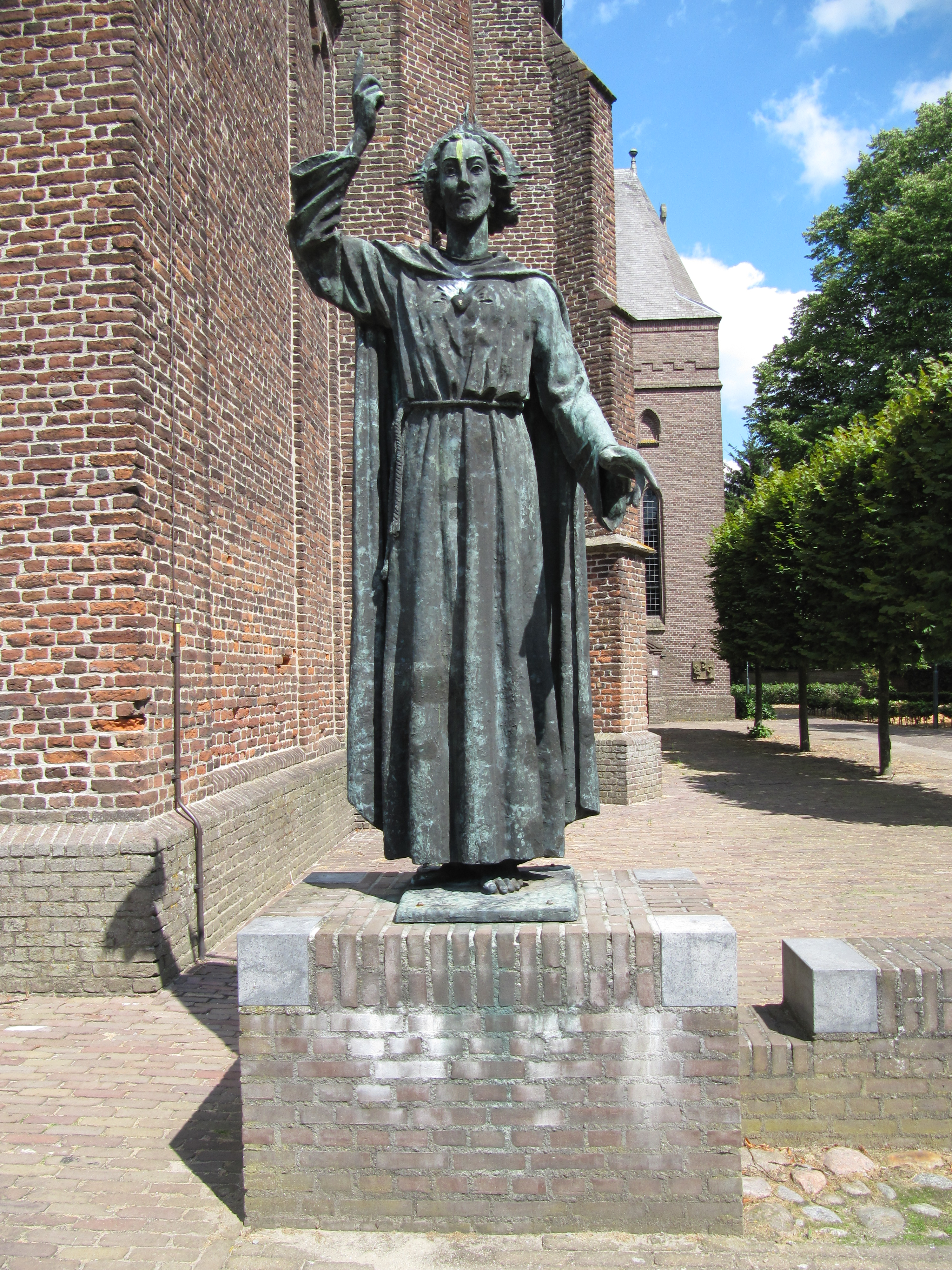
Heilig Hartbeeld (Sint Anthonis)
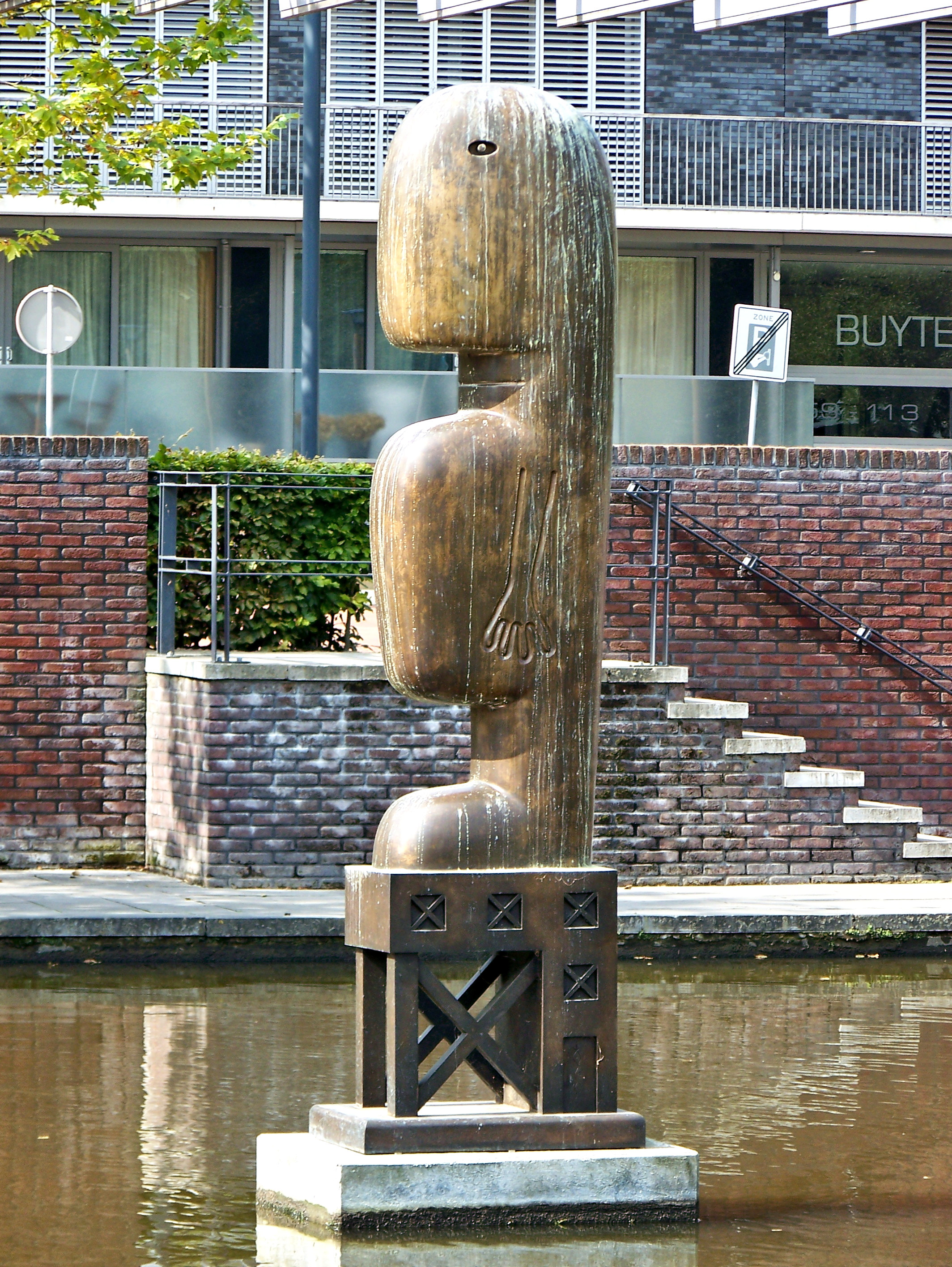
Monsieur Hulot